# Skakuszka wielka
Skakuszka wielka (Notomys robustus) – gatunek wymarłego gryzonia z rodziny myszowatych (Muridae), występujący dawniej endemicznie w Australii.
Ssak ten został opisany na podstawie czaszek znalezionych w wypluwkach sów w jaskiniach Gór Flindersa i Davenport w Australii. Szczątki tych gryzoni były znane od 1976 roku, ale opisali je dopiero  Mahoney, Smith i Medlin w 2007 roku. Prawdopodobnie drapieżnikiem, który upolował skakuszki i wytworzył znalezione wypluwki, była płomykówka zwyczajna. Wszystkie miejsca, w których znajdowano szczątki tych zwierząt znajdują się w obszarach skalistych wzgórz sąsiadujących z równinami, na których płyną okresowe cieki wodne, a średnia roczna opadów zawiera się od 125 do 300 mm.
Łacińska nazwa gatunkowa łac. robustus („silny, rozrosły”) odnosi się do szerokiego łuku jarzmowego w czaszce tego zwierzęcia, który jest większy niż u innych skakuszek. W Australii zwierzę jest nazywane angielskimi nazwami broad-cheeked hopping mouse oraz great hopping mouse. W wydanej w 2015 roku przez Muzeum i Instytut Zoologii Polskiej Akademii Nauk publikacji „Polskie nazewnictwo ssaków świata” gatunkowi nadano nazwę skakuszka wielka.
W Czerwonej księdze gatunków zagrożonych Międzynarodowej Unii Ochrony Przyrody i Jej Zasobów został zaliczony do kategorii EX (wymarły). Nie są znane przyczyny wymarcia tego ssaka. Wiek wypluwek nie został precyzyjnie określony, ale ich stan i położenie w warstwach osadów sugeruje, że przynajmniej niektóre nie są starsze niż 200 lat; wskazują na to także inne szczątki zwierzęce, wśród których występują także pozostałości zawleczonej przez Europejczyków myszy domowej.